# 237 Coelestina
Coelestina /ˌsɛləˈstiːnə, -ˈstaɪnə/ (định danh hành tinh vi hình: 237 Coelestina) là một tiểu hành tinh điển hình ở vành đai chính. Ngày 27 tháng 6 năm 1884, nhà thiên văn học người Áo Johann Palisa phát hiện tiểu hành tinh Coelestina khi ông thực hiện quan sát ở Viên và đặt tên nó theo tên Coelestine, vợ của nhà thiên văn học người Áo Theodor von Oppolzer.